# Élections européennes de 2024 en Irlande
Pour un article plus général, voir Élections européennes de 2024.
Les élections européennes de 2024 en Irlande sont les élections des députés de la dixième législature du Parlement européen. En Irlande, elles ont lieu le 7 juin 2024, le même jour que les élections locales irlandaises de 2024.

## Mode de scrutin

### Généralités
Les treize députés européens irlandais sont élus au suffrage universel direct par les citoyens irlandais et les ressortissants de l’UE résidant en Irlande, âgés de plus de 18 ans. Le scrutin se tient selon la méthode du vote unique transférable au sein de trois circonscriptions. Les électeurs classent les différents candidats selon un ordre de préférence. Aussi, pour être élu un candidat doit dépasser un quota de voix calculé préalablement, les voix supplémentaires que ce candidat a recueilli étant ensuite redistribués entre les candidats restant en liste.
Treize députés européens ont été élus en 2019. Cependant, le dernier candidat élu à Dublin et dans le Sud n’a pris ses sièges qu’en janvier 2020, dans le cadre de la redistribution des sièges post-Brexit. L’Irlande s’est vu attribuer un siège supplémentaire en 2023 après une évaluation préélectorale de la composition du parlement sur la base des chiffres démographiques les plus récents.  La Commission électorale a recommandé que ce siège soit attribué aux Midlands-Nord-Ouest, avec le transfert du comté de Laois et du comté d’Offaly du Sud.  Ce changement a été mis en œuvre par la loi électorale (amendement) de 2023.

## Contexte

### Campagne
- 5 avril : Arrêté ministériel fixant la date des élections par Darragh O’Brien, ministre du Logement, des Collectivités locales et du Patrimoine.
- 15 avril : Ouverture de la période de nomination
- 22 avril : Clôture de la période de nomination pour les citoyens européens non irlandais
- 30 avril : Clôture de la période de nomination des citoyens irlandais
- 8 mai : Date à laquelle les affiches peuvent être érigées
- 7 juin : Jour du scrutin (de 7h à 22h)
- 9 juin : Début du dépouillement des votes

## Résultats
| Parti                    | Parti                           | Voix    | %     | +/-  | Sièges | +/-           | Groupe     |
| ------------------------ | ------------------------------- | ------- | ----- | ---- | ------ | ------------- | ---------- |
|                          | Fine Gael                       | 362 766 | 20,79 | 8,81 | 4      | 1             | PPE        |
|                          | Fianna Fáil                     | 356 794 | 20,44 | 3,84 | 4      | 2             | RE         |
|                          | Sinn Féin                       | 194 403 | 11,14 | 0,56 | 2      | 1             | GUE/NGL    |
|                          | Irlande indépendante            | 108 685 | 6,23  | Nv   | 1      | 1             | RE         |
|                          | Parti vert                      | 93 575  | 5,36  | 6,04 | 0      | 2             |            |
|                          | Indépendants pour le changement | 79 658  | 4,58  | 2,82 | 0      | 2             |            |
|                          | Aontú                           | 65 559  | 3,76  | Nv   | 0      | en stagnation |            |
|                          | Parti travailliste              | 58 975  | 3,38  | 0,28 | 1      | 1             | S&D        |
|                          | Sociaux-démocrates              | 51 571  | 2,95  | 1,75 | 0      | en stagnation |            |
|                          | Autres partis                   |         |       |      | 0      | en stagnation |            |
|                          | Indépendants                    | 243 861 | 13,97 | 1,73 | 2      | 1             | GUE/NGL RE |
|                          |                                 |         |       |      |        |               |            |
| Votes valides            |                                 |         |       |      |        |               |            |
| Votes blancs et nuls     |                                 |         |       |      |        |               |            |
| Total                    | Total                           |         | 100   | -    | 14     | 1             | -          |
| Abstentions              |                                 |         |       |      |        |               |            |
| Inscrits / Participation |                                 |         |       |      |        |               |            |